# Fabián Vidal
Enrique Fajardo Fernández (Granada, 3 de noviembre de 1883-México, noviembre de 1948), más conocido por el pseudónimo de «Fabián Vidal», fue un periodista y político español. A lo largo de su carrera profesional colaboró con numerosas publicaciones, siendo considerado «uno de los mejores periodistas andaluces del período anterior a la guerra civil».

## Biografía
Nació en Granada el 3 de noviembre de 1883, en el seno de una familia de clase media granadina muy vinculada al republicanismo. En su juventud trabajó para la Eléctrica General de Granada, aunque no tardaría en destacar por su actividad periodística; hacia 1903 ingresó en la redacción del diario Noticiero Granadino.
En 1904 fue contratado por el diario La Correspondencia de España y se trasladó a Madrid. En el seno de este periódico desempeñaría los puestos de director de servicios extranjeros y redactor-jefe. Llegó a formar parte de la Asociación de la Prensa de Madrid, a la cual se afiliaría en 1904. Durante la Primera Guerra Mundial mantuvo una postura abiertamente aliadófila, siendo autor de numerosos artículos a favor de los Aliados tanto en La Correspondencia de España como en la revista España. También colaboraría profusamente con la prensa de su ciudad natal, especialmente en diarios como La Publicidad, Noticiero Granadino o El Defensor de Granada.
En 1919 pasó a trabajar para el prestigioso diario El Sol como jefe de redacción. Un año después sería nombrado director del recién fundado diario La Voz, que bajo su dirección se convertiría en uno de los principales diarios de Madrid. Estuvo al frente del mismo prácticamente hasta el comienzo de la Guerra civil.
En las elecciones de 1931 fue candidato de la Agrupación al Servicio de la República por el distrito de Granada-provincia, logrando obtener acta de diputado.
Tras el final de la guerra civil se exilió en Francia y, posteriormente, se trasladaría a México, a donde llegó hacia 1942 a bordo del vapor Nyassa. Se instaló en Ciudad de México. Prácticamente ciego, carente de recursos económicos y sumido en una profunda depresión, Enrique Fajardo se suicidó en noviembre de 1948.

## Obras
- —— (1919). Crónicas de la Gran Guerra. Madrid: Biblioteca Nueva.